# Cedratine
La Cédratine è un distillato (liquore) prodotto da una miscela di agrumi e di erbe mediterranee.
È nata in Tunisia, dove viene ancora prodotta per la maggior parte. La sua gradazione alcolica è compresa tra 36% e 40%. È molto popolare anche in Corsica.
La Cédratine può essere consumata direttamente a temperatura ambiente o fredda, o può servire come base per molti cocktail e per la macedonia di frutta.